# فلاسک
فلاسک (به انگلیسی: Vacuum flask) یا دمابان یک ظرف است که مایعات یا گازها را گرم یا سرد نگه می‌دارد.

## پیشینه
نخستین فلاسک خلاء توسط سر جیمز دیوئر فیزیکدان و شیمیدان اسکاتلندی در سال ۱۸۹۲ ساخته شد. نخستین تولید تجاری آن در سال ۱۹۰۴ توسط شرکت آلمانی ترموس GmbH انجام شد. این ظرف ترموس یا فلاسک دوئر هم نامیده می‌شود.

## ساختار

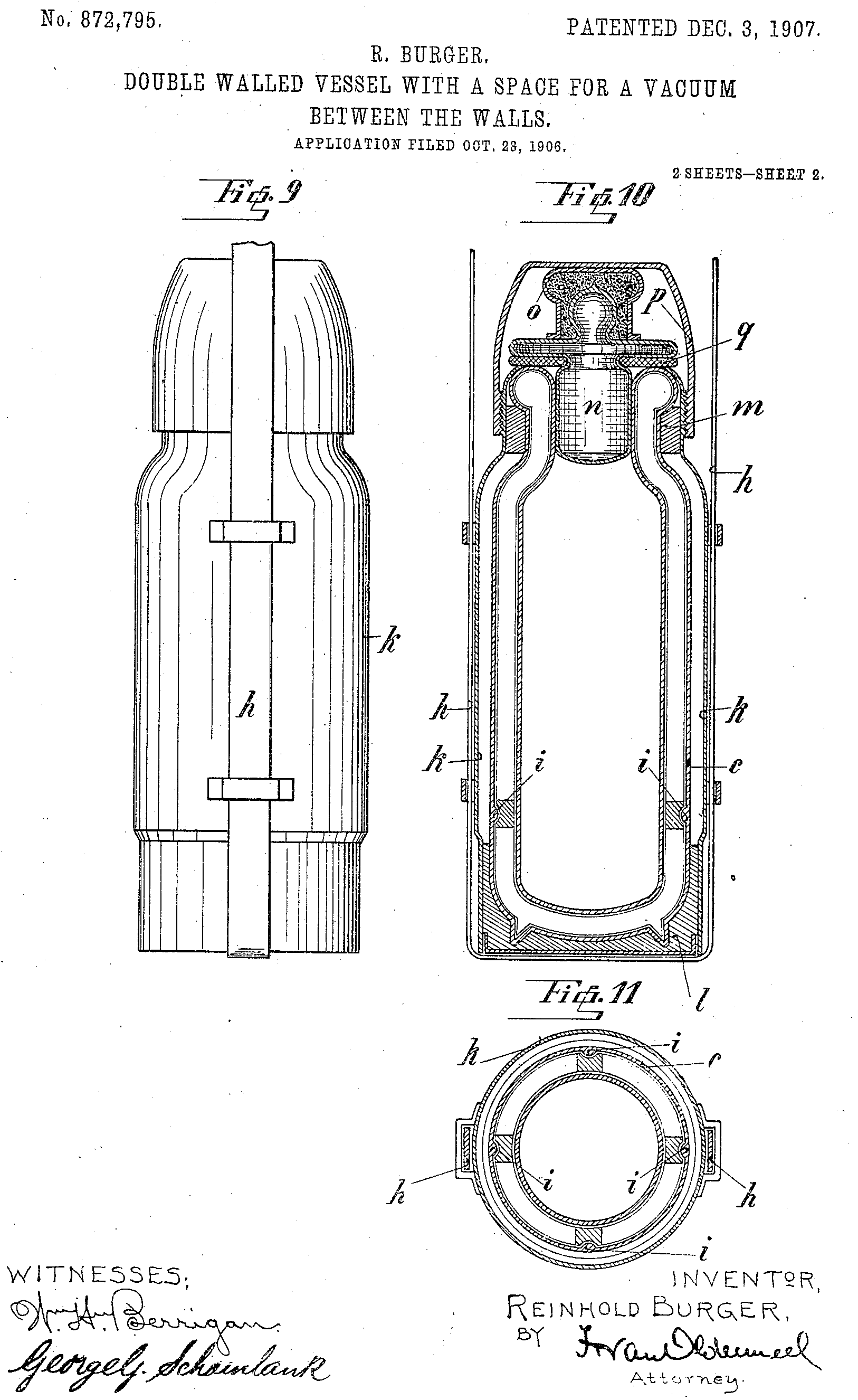
تصویری از ساختار یک فلاسک.

یک فلاسک خلاء کاربردی، یک بطری شیشه‌ای، فلزی یا پلاستیکی با دیواره‌های میان‌تهی است که فضای باریک میان دیواره‌های درونی و بیرونی از هوا خالی شده‌است. همچنین می‌توان آن‌ها را دو بطری با دیواره‌های نازک درنظر گرفت که یکی درون دیگری جا می‌گیرد و در سر فلاسک به هم محکم شده‌اند.
استفاده از خلاء مانع از انتقال گرما از طریق رسانایی یا همرفت می‌شود. گرمادهی تابشی را نیز می‌توان با بهره از روکش‌های بازتابنده (مانند نقره‌پوش کردن) در رویه‌ها به حداقل رساند.
محتویات فلاسک با دیوارهٔ درونی به تعادل گرمایی می‌رسند؛ دیواره که نازک است و ظرفیت گرمایی پایینی دارد، گرمای زیادی را با محتویات مبادله نخواهد کرد، هرچند بر دمای محتویات کمی اثر می‌گذارد. در دمایی که فلاسک‌های خلاء استفاده می‌شوند (معمولاً پایین‌تر از دمای جوش آب) و با کاربرد پوشش‌های بازتابنده، انتقال فروسرخ (تابشی) کمی انجام می‌شود.
همچنین فلاسک باید دهانه‌ای برای افزودن و ریختن محتویات داشته باشد.

## کارکرد
با توجه به قوانین ترمودینامیک، اشیای گرم با انتقال گرمای خود به محیط اطرافشان، سرد و اشیای سرد با گرفتن گرما از محیط پیرامون خود گرم می‌شوند. اساس کار فلاسک، جلوگیری از جریان یافتن گرما از خارج به درون ظرف یا از درون ظرف به خارج از آن است. حال آن که گرما به سه روش از جایی به جای دیگر جریان می‌یابد. این سه روش عبارتند از:
- هدایت یا رسانایی
- همرفت
- تابش

از آنجا که فلاسک دیواره‌ای از جنس شیشه دارد و شیشه ماده‌ای عایق است، گرما از راه رسانایی جریان پیدا نمی‌کند. همچنین وجود خلاء در فاصله بین دو جداره، از جریان یافتن گرما به صورت همرفت جلوگیری می‌کند. همچنین پوشش نقره‌ای داخل ظرف از جریان انتقال به صورت تابش جلوگیری می‌کند. در نتیجه این ظرف می‌تواند مواد گرم و سرد را برای زمانی طولانی بدون آن که دمای آنها تغییری کند، در خود نگه دارد. آن چیزی که این ویژگی فلاسک را در پی دارد، نخست جلوگیری خلاء از جریان گرما از راه همرفت و سپس هدر نرفتن گرما به دلیل سطح بازتابندهٔ دیواره است.